# Fardeen Khan
Fardeen Khan (hindi: फ़र्दीन ख़ान, urdu: فردین خان, ur. 8 marca 1974) – popularny aktor indyjski. Jest synem Sundri Khan i sławnego aktora i reżysera bollywoodzkiego Feroz Khana z Bangalore. Rodzina aktora (podobnie jak Shah Rukh Khana) wywodzi się z Pasztunów afgańskich. Wyznania muzułmańskiego, ożenił się z Natasha Madhwani, córką sławnej gwiazdy Bollywoodu Mumtaz (wyznania hinduistycznego). Na ślubie był ryty obu wyznań. Jego kuzynem jest aktor Zayed Khan, spokrewniony jest też z Hrithik Roshanem.
Wychował się w Indiach, kształcił za granicą (zarządzanie na University of Massachusetts Amherst w USA).
Debiutował w filmie ojca otrzymując Nagrodę Filmfare za Najlepszy Debiut.

## Filmografia
| Rok  | Film                           | Rola                      | Uwagi                                |
| ---- | ------------------------------ | ------------------------- | ------------------------------------ |
| 1998 | Prem Aggan                     | Suraj Singh               | Nagroda Filmfare za Najlepszy Debiut |
| 2000 | Jungle                         | Siddharth „Siddhu” Sharma |                                      |
| 2001 | Pyaar Tune Kya Kiya            | Jai                       |                                      |
| 2001 | Love Ke Liye Kuch Bhi Karega   | Rahul Khanna              |                                      |
| 2001 | Hum Ho Gaye Aapke              | Rishi Oberoi              |                                      |
| 2002 | Kitne Door Kitne Paas          | Jatin                     |                                      |
| 2002 | Kuch Tum Kahon Kuch Hum Kahein | Abhayendra Singh          |                                      |
| 2002 | Om Jai Jagadish                | Jai Batra                 |                                      |
| 2003 | Khushi                         | Karan Roy                 |                                      |
| 2003 | Bhoot                          | Sanjay                    |                                      |
| 2003 | Janasheen                      | Lucky                     |                                      |
| 2004 | Dev                            | Farhaan Ali               |                                      |
| 2004 | Fida                           | Vikram Singh              |                                      |
| 2005 | No Entry                       | Shekhar 'Sunny'           |                                      |
| 2005 | Shaadi No. 1                   | Raj                       |                                      |
| 2006 | Ek Khiladi Ek Haseena          | Arjun Verma               |                                      |
| 2006 | Pyare Mohan                    | Pyare                     |                                      |
| 2006 | Aryan                          |                           | gościnnie                            |
| 2007 | Nowożeńcy                      | Abhay Sachdeva            |                                      |
| 2007 | Heyy Babyy                     | Ali                       |                                      |
| 2007 | Darling                        | Aditya Soman              |                                      |
| 2010 | Odnaleziony narzeczony         | Donsai                    |                                      |
| 2007 | Subway                         |                           | zapowiedziany                        |

### Śpiew w playbacku
- Fida (2004)
- Dev (2004)